# Burgstall Steinbrünning
Der Burgstall Steinbrünning ist eine abgegangene Wasserburg in der Mitte des Gemeindeteils Steinbrünning der Gemeinde Saaldorf-Surheim im Landkreis Berchtesgadener Land in Bayern. Die Anlage wird als Bodendenkmal „Wasserburgstall des hohen Mittelalters und untertägige mittelalterliche und frühneuzeitliche Befunde im Bereich der Kath. Filialkirche St. Johann Baptist in Steinbrünning“ geführt.

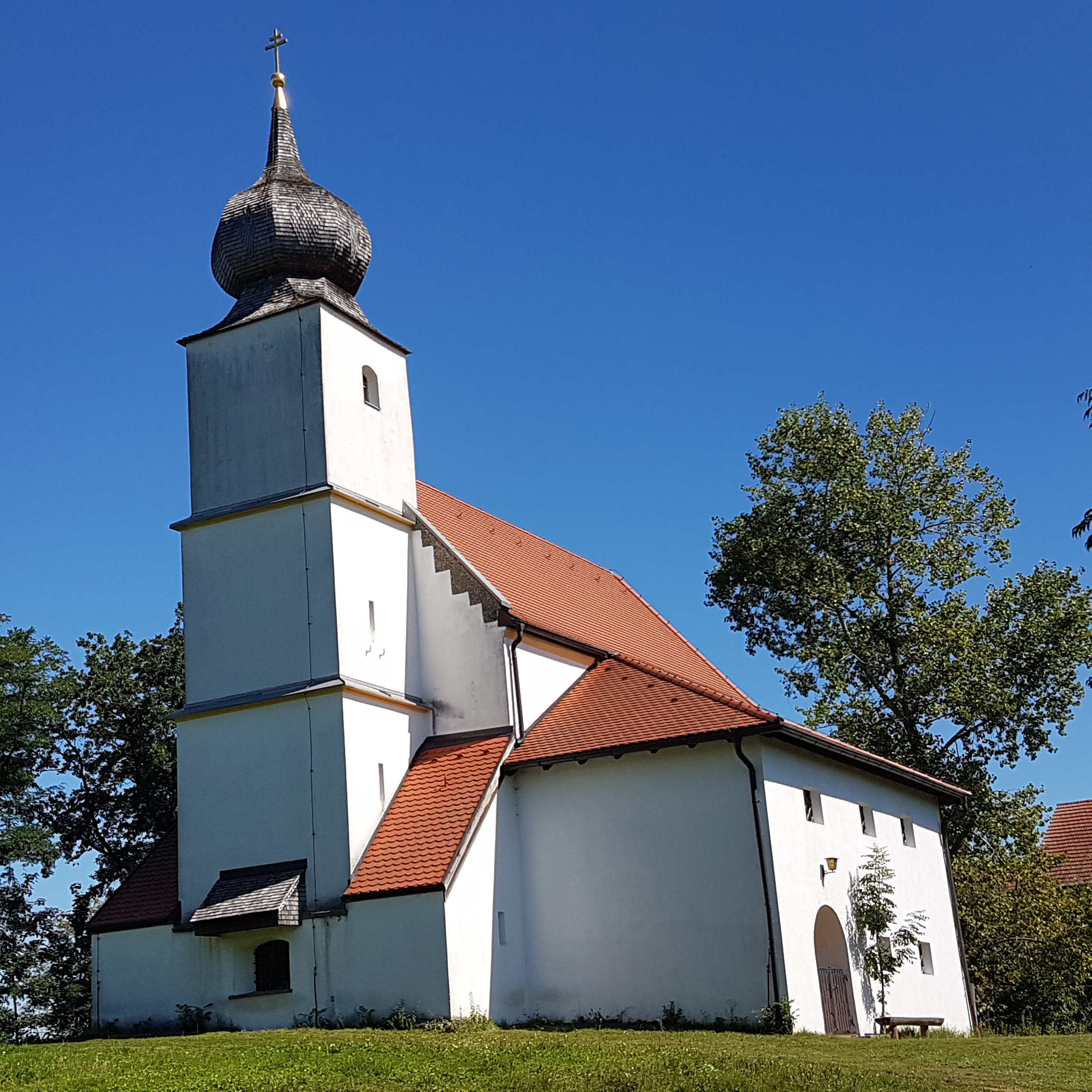
Kirche St. Johann Baptist in Steinbrünning

Die Burg wurde von den Herren von (Stein-)Brünningen erbaut und 1120 erwähnt. Von der ehemaligen Burganlage sind noch der Burghügel und der ihn umgebende kreisrunde Wassergraben erhalten. 1273 wurde auf dem Burghügel die Kirche St. Johann Baptist erbaut. Einzelne Mauerteile der einstigen Burg wurden beim Bau in die Kirche integriert. 